# Регец, Бранислав
Бранислав Регец (словац. Branislav Regec, 13 июля 1985, Попрад, Прешовский край) — словацкий саночник, выступающий за сборную Словакии с 2000 года. Участник зимних Олимпийских игр в Ванкувере, многократный призёр национального первенства.

## Биография
Бранислав Регец родился 13 июля 1985 года в городе Попрад, Прешовский край. Активно заниматься санным спортом начал в возрасте тринадцати лет, в 2000 году прошёл отбор в национальную сборную и стал принимать участие в различных международных стартах в паре с Яном Гарнишом. В сезоне 2004/05 дебютировал на этапах взрослого Кубка мира, заняв тридцать первое место общего зачёта. В следующем году стал выступать значительно успешнее, поднявшись в мировом рейтинге сильнейших саночников до двадцать пятой позиции, тогда как ещё через год был уже восемнадцатым.
Тем не менее, в какой-то момент Регец перестал прогрессировать дальше, проводя все заезды на одном сравнительно хорошем уровне, но без медалей. Регулярные попадания в двадцатку лучших чередовались с неудачными заездами, так, на чемпионате мира 2008 года в немецком Оберхофе он финишировал четырнадцатым, тогда как на европейском первенстве в итальянской Чезане показал четырнадцатое время. В сезоне 2008/09 после всех этапов сумел занять в общем зачёте двенадцатую строку, и это до сих пор лучший его результат на Кубке мира. На чемпионате мира 2009 года в американском Лейк-Плэсиде приехал тринадцатым.
Выбившись со своим партнёром Гарнишом в лидеры сборной, в 2010 году удостоился права защищать честь страны на зимних Олимпийских играх в Ванкувере, где впоследствии поднялся до одиннадцатого места мужского парного зачёта. Кубок мира завершил семнадцатым местом общего зачёта, кроме того, принял участие в заездах европейского первенства на трассе в латвийской Сигулде, пришёл к финишу одиннадцатым. Кубок мира 2010/11 окончил на восемнадцатом месте, тогда как на мировом первенстве в итальянской Чезане оказался на пятнадцатой позиции. В 2012 году занял семнадцатое место в мировом рейтинге сильнейших саночников и был двадцать четвёртым на чемпионате мира в немецком Альтенберге.